# Comté de Roberts (Dakota du Sud)
Pour les articles homonymes, voir Comté de Roberts.
Le comté de Roberts est un comté situé dans l'État du Dakota du Sud, aux États-Unis. En 2020, sa population est de 10 280 habitants. Son siège est Sisseton.

## Histoire
Créé en 1883, le comté est probablement nommé en l'honneur de S. G. Roberts, un éditeur membre de la législature du territoire du Dakota.

## Villes du comté
- Cities :
  - Sisseton
  - Wilmot
- Towns :
  - Claire City
  - Corona
  - New Effington
  - Ortley
  - Peever
  - Rosholt
  - Summit
  - White Rock
- Census-designated places :
  - Agency Village
  - Goodwill
  - Long Hollow

## Démographie
Selon l'American Community Survey, en 2010, 93,83 % de la population âgée de plus de 5 ans déclare parler l'anglais à la maison, 3,06 % le dakota, 0,78 % l'espagnol et 2,33 % une autre langue.
| 1890  | 1900   | 1910   | 1920   | 1930   | 1940   |
| ----- | ------ | ------ | ------ | ------ | ------ |
| 1 997 | 12 216 | 14 897 | 16 514 | 15 782 | 15 887 |

| 1950   | 1960   | 1970   | 1980   | 1990  | 2000   |
| ------ | ------ | ------ | ------ | ----- | ------ |
| 14 929 | 13 190 | 11 678 | 10 911 | 9 914 | 10 016 |

| 2010   | - | - | - | - | - |
| ------ | - | - | - | - | - |
| 10 149 | - | - | - | - | - |